# Музей Канеллопулоса
Музей Павла и Александры Канеллопулос — собрание предметов античного и византийского искусства.

## Расположение
Музей находится в центре Афин у северном склоне Акрополя в районе Плака на улице Theorias Str. (Θεωρίας), 12 и Πανός.

## История
Собрание предметов античного и византийского искусства было положено Павлом Канеллопулосом и насчитывает несколько тысяч предметов 3000 — 1200 до н. э по XVII—XIX вв., приобретенных коллекционером из разных источников. В 1976 году коллекция была передана государству.
Здание музея представляет из себя особняк семьи Махалеа (Michalea), построенный в 1864 году и приобретенный правительством Греции для размещения коллекции.

## Коллекция
Собрание музей насчитывает более 6 тысяч предметов, среди которых более 270 икон византийского и поствизантийского происхождения.